# Бернанос, Жорж
Жорж Бернанос (фр. Georges Bernanos; 20 февраля 1888, Париж — 5 июля 1948, Нёйи-сюр-Сен) — французский писатель, участник Первой мировой войны. Будучи римским католиком и монархистом, он выступал рьяным противником буржуазного мышления, которое, по его мнению, привело к падению Франции в 1940 году.

## Биография
Сын гобеленщика и крестьянки. Вырос на северо-востоке Франции, в провинции Артуа. В молодости принадлежал к традиционалистскому националистическому движению «Аксьон франсез», в период наступления фашизма, в конце 1920-х — начале 1930-х годов, порвал с ним и его идеологом Шарлем Моррасом. В 1934—1937 жил на Мальорке. Вначале был близок к франкистам, однако, став свидетелем учиненной ими резни, перешел на республиканскую сторону. 1938—1945 провел в эмиграции в Бразилии, в своих печатных выступлениях поддерживал французское Сопротивление. После войны по приглашению Де Голля вернулся во Францию, но отказался от предложенных ему высоких официальных постов и последние годы жизни прожил в Тунисе. Похоронен на территории коммуны Пельвуазен (Франция).

## Произведения

### Романы
- Под солнцем Сатаны / Sous le soleil de Satan (1926, фильм Мориса Пиала, 1987)
- L’Imposture (1927)
- La Joie (1928, премия «Фемина»)
- Un crime (1935)
- Дневник сельского священника / Journal d’un curé de campagne (1935—1936, Большая премия Французской Академии, (фильм Робера Брессона, 1951)
- Новая история Мушетты / Nouvelle Histoire de Mouchette (1937, (фильм Робера Брессона, 1967)
- Господин Уин / Monsieur Ouine (1943, опубликован в Рио-де-Жанейро)
- Диалоги кармелиток / Dialogues des Carmélites (1949, опера Франсиса Пуленка, 1957, фильм Филиппа Агостини, 1960).
- Un mauvais rêve (1950)

### Эссе и выступления
- La Grande Peur des bien-pensants (1931)
- Les Grands Cimetières sous la lune (1938)
- Scandale de la vérité (1939)
- La France contre les robots (1944, опубл.в Рио-де-Жанейро)
- Le Chemin de la Croix-des-Âmes (4 тт., 1943—1945, опубл.в Рио-де-Жанейро)
- Les Enfants humiliés (1949)
- Essais et écrits de combat, tome I—II (1971—1995)

### Переписка
- Le combat pour la liberté. Correspondance inédite, tome I—III (1971—1983)

## Издания на русском языке
- Под солнцем Сатаны. Дневник сельского священника. Новая история Мушетты М.: Художественная литература, 1978. 624 с. (Зарубежный роман XX века)
- Сохранять достоинство. М.: Прогресс, 1988. 440 с. (Зарубежная художественная публицистика и документальная проза)
- Дневник сельского священника. Новая история Мушетты. Господин Уин. М.: Терра, 1997. 576 с. (Библиотека французского романа)
- Униженные дети. Дневник 1939—1940. СПб.: Владимир Даль, 2005. 256 с. (Дневники XX века)
- Свобода… для чего? СПб.: Издательство Ивана Лимбаха, 2014. 288 с.